# گیدر
گیدر یا تون زردباله، مرغوب‌ترین گونهٔ ماهی تُن است که در آب‌های نیمه‌سطحی مناطق گرمسیری و نیمه‌گرمسیری اقیانوس‌های سراسر جهان زندگی می‌کند.
در جنوب ایران به آن جودر و گباب یا مومغ نیز گفته می‌شود و وسایل صید آن رشته‌قلاب‌های طویل و تور گردان پیاله‌ای است.
این نوع ماهی دارای بدن بسیار بزرگ است. از مشخصه‌های آن باله‌ها و پره‌های زردرنگ آن‌ها در وسط و نزدیک دم آن‌هاست. خط آبی تیره بلندی از جلو تا نزدیک دم آن‌ها کشیده شده‌است.
نواحی قابل مشاهده این ماهی شرق و غرب اقیانوس آرام، اقیانوس هند، اقیانوس اطلس است ولی بیشتر در کناره‌های استرالیا مشاهده می‌شوند. نواحی اصلی صید آن تایلند، فیلیپین، اندونزی، مکزیک، ونزوئلا، اکوادور، کلمبیا، اسپانیا می‌باشد.

## ویژگی‌ها

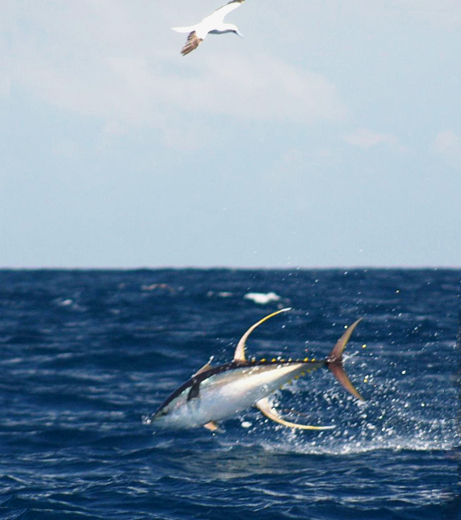
تون زردباله

اندازه این ماهی حداکثر طول چنگالی ۱۹۵ سانتی‌متر و به‌طور متوسط ۱۵۰ سانتی‌متر است.
مشخصات: بدن بزرگ و کشیده، دوکی شکل و به‌طور نا محسوس از دو طرف فشرده‌است. دو باله پشتی با فاصله خیلی کم از یکدیگر جدا شده‌اند، که شامل ۱۲ تا ۱۴ شعاع نرم می‌باشد، باله مخرجی دارای ۱۲ تا ۱۵ شعاع نرم، اولین کمان آبششی دارای ۲۶ تا ۳۵ خار، زره سینه‌ای با فلس‌های بزرگتر توسعه یافته ولی خیلی مشخص نیست، به دنبال باله پشتی دوم ۸ تا ۱۰ عدد بالچه و به دنبال باله مخرجی ۷ تا ۱۰ عدد بالچه وجود دارد، در افراد بزرگ تر این گونه باله‌های پشتی دوم و مخرجی طویل است. دارای کیسه شنا می‌باشد. ساقه دمی خیلی باریک و در هر طرف دارای یک سکان عرضی قوی بین دو سکان عرضی کوچک‌تر می‌باشد. رنگ بدن در پشت آبی متالیک که به طرف شکم به رنگ زرد تا نقره‌ای تغییر می‌یابد. شکم دارای حدود ۲ خط منقطع تقریباً عمودی است، بالچه‌ها دارای یک حاشیه نازک سیاه می‌باشد.

## زیست‌شناسی
یک گونه اپی‌پلاژیک (بَرلُجّه‌ای) و اقیانوسی است، به نظر می‌رسد پراکنش عمودی آن‌ها تحت تأثیر ساختمان حرارتی ستون آب باشد، به صورت گله‌ای نزدیک سطح آب و گاهی اوقات مخلوط با گروه‌های دیگر دیده می‌شوند، تغذیه آن‌ها اغلب بر روی ماهیان مختلف، سخت پوستان و سرپایان می‌باشد.

## مصرف خوراکی
به نوشته «کتاب راهنمای خریداران غذاهای دریایی هاوایی» ماهی گیدر بیشتر برای استفاده در خوراک‌های ماهی خام به‌ویژه در غذای ژاپنی ساشیمی مصرف می‌شود. گیدر هم‌چنین از ماهی‌های محبوب برای کبابی کردن است..
به خاطر رو به انقراض بودن تون آبی‌باله جنوبی، امروزه از گیدر به عنوان جایگزینی برای این ماهی استفاده می‌شود و از طریق بندر چابهار توسط گروه صیادی هویار صید و عرضه می شود.